# Riccardo Cassin
Pour les articles homonymes, voir Cassin.
Riccardo Cassin, né le 2 janvier 1909 à San Vito al Tagliamento en Italie et mort le 6 août 2009 à Piani dei Resinelli (province de Lecco, Italie), est un alpiniste italien. Il est l'une des figures marquantes de la conquête des grandes faces nord des Alpes dans les années 1930, avec les premières de la face nord de la Cima Ovest di Lavaredo en 1935, de la face nord du piz Badile en 1937, et de l’éperon Walker dans la face nord des Grandes Jorasses en 1938.

## Biographie

### Jeunesse
Il naît à Savorgnano di San Vito al Tagliamento dans le Frioul. Alors qu'il n'est âgé que de 2 ans, son père, parti travailler au Canada, meurt dans un accident dans la carrière où il travaille. Riccardo part alors vivre avec le reste de sa famille chez son grand-père maternel jusqu'à l'âge de 16 ans. Il part ensuite vivre à Lecco où il travaille comme aide-forgeron puis comme maçon. Il se marie avec Irma Ceroni en 1940 et a trois fils.

### Alpinisme dans l'entre-deux-guerres
C'est lors de son adolescence qu'il découvre l'alpinisme. Il s'inscrit au club Nuova Italia et y passe son temps libre à faire de l'escalade mais également de la course à pied, de la boxe et du vélo. Au printemps 1929, il se lance réellement dans l'alpinisme en faisant l'ascension de la Guglia Angelina, petite aiguille (2 054 m) des Alpes bergamasques. 
Il devient rapidement l'une des figures les plus importantes de l'alpinisme de l'époque du sixième degré (sestogrado), avant la Seconde Guerre mondiale. En 1931, il réussit l'ouverture de la voie Cassin-dell'Oro à la Corna di Medale dans les Dolomites avec son compatriote Mario dell'Oro. Elle est devenue depuis, une des voies les plus populaires des Alpes. En 1934, il réussit la première ascension de la face sud de la Cima Piccolissima (Tre Cime di Lavaredo),. En 1935 après avoir répété la grande voie d'Emilio Comici sur la face nord-ouest de la Civetta, il escalade l'arête sud-est de la Torre Trieste et, avec Vittorio Ratti, il ouvre une voie très difficile sur la face nord de la Cima Ovest di Lavaredo, qui avait repoussé 22 tentatives les années précédents, et qui était le dernier grand problème du lieu après l'ascension de la Cima Grande en 1933 par les Cortinois Angelo et Giuseppe Dimai et Emilio Comici.
En 1937, Cassin porte son attention sur le granite des Alpes centrales et occidentales. Il entame l'ascension de l'énorme face nord-est du piz Badile, accompagné de Ratti et Esposito. En cours de route, ils rattrapent, puis dépassent la cordée de Mario Molteni et Giuseppe Valsecchi qui éprouve des difficultés à progresser. Le temps étant peu clément, ils décident de bivouaquer et reprennent l'ascension le lendemain dans la pluie et la neige accompagnés par Molteni et Valsecchi. Après trois jours d'effort et malgré la météo très dure, ils atteignent enfin le sommet et entament la descente par le versant sud de la montagne. La descente reste malgré tout très difficile à cause des conditions météo, et Molteni et Valsecchi finissent par mourir d'épuisement sur le flanc de la montagne. Un bivouac portant leur nom est construit en leur mémoire, et inauguré en 1946.
En 1938, Cassin arrive trop tard pour la première ascension de la face nord de l'Eiger qui vient d'être gravie par Heckmair, Vörg, Kasparek et Harrer.

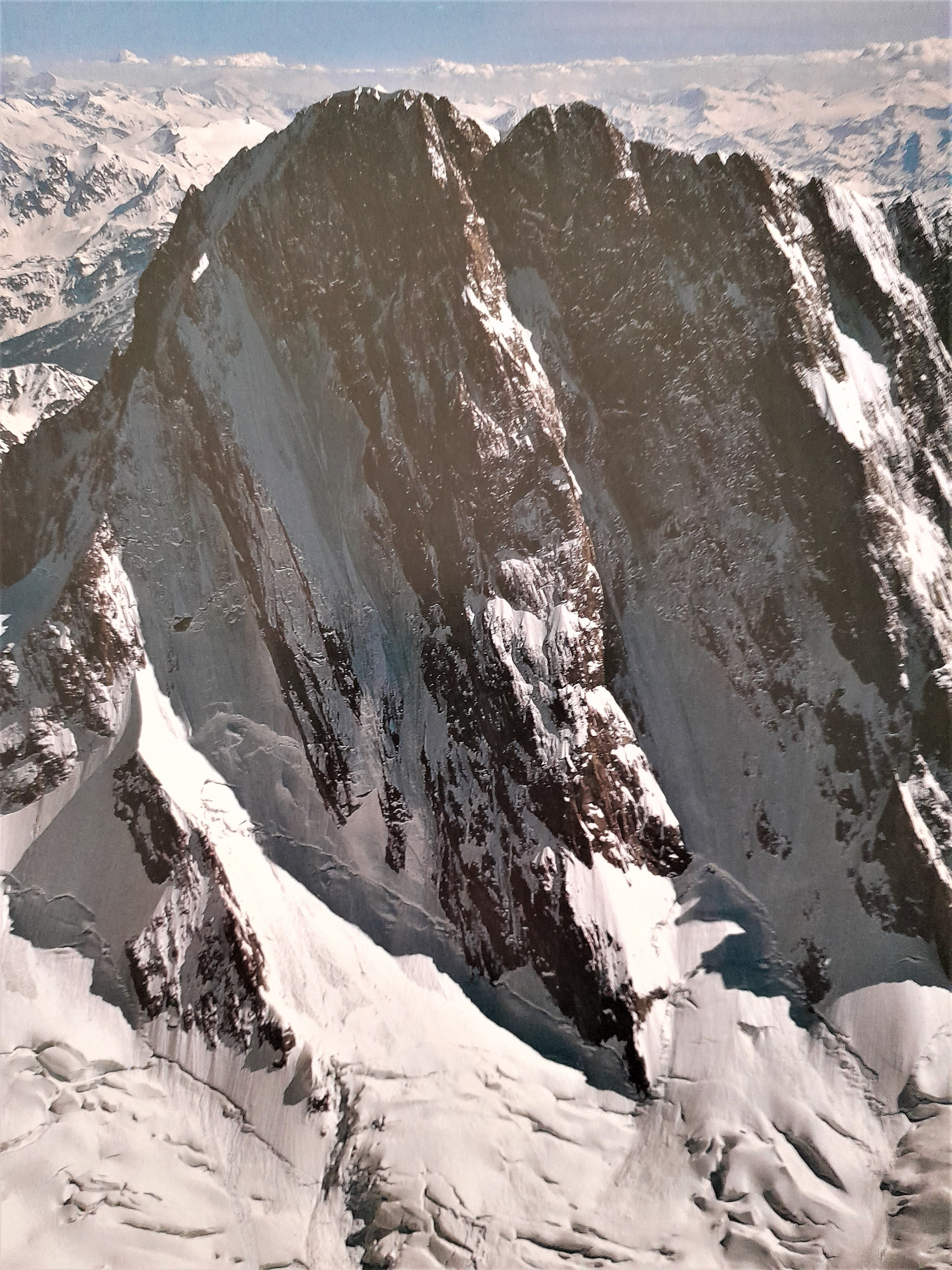
Face nord des Grandes Jorasses.

Il se rabat donc sur la face nord des Grandes Jorasses et entre le 4 et le 6 août 1938, il réalise la première de l’éperon Walker avec Tizzoni et Esposito. Avant la guerre, il ouvre un autre itinéraire important dans le massif du Mont-Blanc en 1939 sur la face nord de l'aiguille de Leschaux.

### Seconde Guerre mondiale
En 1943, Cassin rejoint la résistance contre l'occupant allemand. Opérant à Lecco, il aide les victimes du fascisme à s'enfuir et assure la liaison avec les parachutages dans le massif de la Grigna. Le 25 avril 1945, alors qu'il dirige un groupe de partisans, lui et Vittorio Ratti (qui l'avait accompagné lors de  ses grandes premières) tentent d'arrêter un groupe d'allemands de s'échapper en direction du Valteline et St Moritz. Cassin est blessé et Ratti est tué. Cassin est décoré pour ses actions lors de la campagne des partisans entre 1943–1945.

### Fabricant de matériel de montagne
Cassin a commencé à concevoir et produire du matériel d'escalade et d'alpinisme à Lecco en 1947 quand il produit ses premiers pitons. En 1948, il produit ses premiers marteaux, ses premiers piolets en 1949 et, en 1950, des mousquetons. La même année, il conçoit sa « première veste molletonnée pour les expéditions en dehors de l'Europe » qui est commercialisée deux ans plus tard. En 1958, il met au point, avec son fils, son premier prototype de baudrier qui entre en production deux ans plus tard, la même année où il introduit ses crampons en titane.
En 1967, sa société devient une société anonyme et, dans le début des années 1980, il déménage ses activités de Lecco à Valmadrera. En 1997 la société CAMP rachète la marque Cassin.

### Expéditions dans l'après-guerre
Cassin organise et dirige de nombreuses expéditions lointaines dans l'Himalaya, les Andes et la chaîne d'Alaska. Alors qu'il a participé à l'expédition de reconnaissance l'année précédente, il est exclu en 1954, pour raisons médicales, de l'expédition nationale au K2 dirigée par Ardito Desio. Selon Georges Livanos, ce dernier ne voulait pas que ce soit le nom célèbre de Cassin plutôt que le sien qui soit associé à l'expédition. En 1958, il dirige la 2e expédition au Karakoram, qui l'amène sur le sommet du Gasherbrum IV avec Walter Bonatti et Carlo Mauri. En 1961, il dirige une expédition au mont McKinley (Denali, Alaska) qui conduit à l'ouverture d'une voie en face sud de la montagne et permet l'arrivée au sommet de chacun des membres de l'expédition. En 1969, il dirige une expédition italienne réalisant la première de la face Ouest du Jirishanca. En 1975, il commande l'exploration de la paroi sud du Lhotse qui échoue en raison du mauvais temps.
Il meurt en 2009, peu après avoir fêté son centenaire.

## Distinctions
- Grand officier de l'ordre du Mérite de la République italienne‎ (5 janvier 1980)[13].
- Chevalier grand-croix de l'ordre du Mérite de la République italienne‎ (Rome, 9 février 1999)[14].